# Merodon planiceps
Merodon planiceps är en tvåvingeart som beskrevs av Friedrich Hermann Loew 1862. Merodon planiceps ingår i släktet narcissblomflugor, och familjen blomflugor.
Artens utbredningsområde är Grekland. Inga underarter finns listade i Catalogue of Life.